# レッドネックゲームス
レッドネックゲームス (Redneck Games)はアメリカ合衆国のジョージア州、ローレンス郡イーストダブリンで毎年開催されるスポーツ大会。1996年に同州のアトランタでアトランタオリンピックが開催された際に、レッドネック(アメリカ南部の貧しい白人に対する蔑称)にはオリンピックはもったいないとメディアで放映されたことから、これに怒った地元ラジオ局のWQZY-FMのゼネラルマネージャーであるマック・デーヴィスや地元の住民の反発により始まった。
2006年からはカナダのオンタリオ州のミントでミント・カナディアン・レッドネックゲームスが開催されている。

## 開催種目
- The cigarette flip
- Bobbing for pig's trotters
- Seed spitting
- Toilet seat throwing
- Mud pit belly flop
- Big-hair contest
- Wet T-shirt contest
- Armpit serenade
- Bug zapping by spitball
- Dumpster diving
- Hubcap hurling